# Camp de Thol
Le camp de Thol est un camp situé sur la plaine de Thol (ancienne commune de l'Ain jusqu'à 1797), entre Pont-d'Ain et Neuville-sur-Ain dans l'Ain en France. D'abord camp militaire accueillant à partir de 1943 les enfants de troupes de l'école militaire préparatoire d'Autun alors basés à Valence, il deviendra à partir du 1er décembre 1958 jusqu'en mars 1961 un camp d'internement pour personnes en résidence surveillée dans le cadre de la guerre d'Algérie. Comme lui plusieurs autres camps ont ainsi été transformé en camp d'internement : Larzac (Aveyron), Rivesaltes (Pyrénées-Orientales), Saint-Maurice-l'Ardoise (Gard), Vadenay (Marne).
Le camp de Thol fut placé stratégiquement dans le territoire rural (campagne) afin de ne pas attirer l'opinion publique. Cependant il était accessible (proche de la ville de Lyon) en bordure de route et proche de la voie ferrée. 

## Histoire

### Seconde Guerre mondiale
Les enfants de troupe intègrent les maquis de l'Ain à partir de 1943 et sont placés sous la responsabilité d'Henri Girousse. Ils participent à divers combats dans la région, notamment en marge de la bataille de Meximieux. Une stèle commémore leur action est érigée au camp de La Valbonne. Une autre stèle est située près du camp lui même à Neuville-sur-Ain.

### Guerre d'Algérie
Des Algériens ou militants de l'indépendance furent placés sous surveillance dès 1958 dans le camp sur simple décision administrative (sans jugement). 
Entre 1958 et 1961, près d'un millier d'hommes furent internés dans ce qui fut un Centre d'Assignation à Résidence Surveillée. 
En avril 1960, des membres de l'Action civique non-violente demandèrent à partager le sort des Algériens internés sans jugement dans le camp.
À partir de l'été 1959, le ministre de l'intérieur décida de n'y envoyer que des jeunes de 18 à 25 ans provenant de toute la métropole.
En 1961, les assignés du FLN furent envoyés dans d'autres camps, c'est à ce moment que l'on connaît une fermeture progressive due au départ des militaires.

## Le fonctionnement du camp pendant la guerre d'Algérie
Le site du camp de Thol comptait une dizaine de casernements comprenant chacun entre 50 et 80 prisonniers.

### La vie du camp
Le camp de Thol a connu peu de tentatives d'évasions. En revanche la mobilisation des assignés était importante : "ils faisaient des grèves de la faim ou grèves des poubelles pour réclamer un accès à la presse ou aux soins [...] Ils se révoltaient régulièrement contre l'administration."
Le FLN prit en charge clandestinement les captifs en maîtrisant le rythme des journées, c'est-à-dire, qu'en plus des tâches quotidiennes, des temps solennels sont aménagés pour ritualiser les convictions nationales des assignés adhérents aux principes du FLN. Rapidement, dans le camp, les assignés organisèrent des cours de français, d'arabe et d'anglais, une éducation politique voire un enseignement paramilitaire.

### La surveillance
Le camp était entouré d'une clôture et de miradors. Il était dirigé par un commissaire de police et surveillé par des gardiens contractuels ainsi que des CRS placé autour du camp afin d’empêcher toute tentative d'évasion.

### Détournement psychologique
Le 6 décembre 1958,  le ministre de l’intérieur recommande "un programme d'action sociale minimum" afin d'arracher les internés au militantisme nationaliste.